# Binscheid
Binscheid ist ein Ortsteil der Ortsgemeinde Üttfeld im Eifelkreis Bitburg-Prüm in Rheinland-Pfalz.

## Geographische Lage
Der Ortsteil liegt im Süden des Gemeindegebiets oberhalb des Mannerbachs. Binscheid ist von umfangreichen landwirtschaftlichen Nutzflächen umgeben.
Zum Ortsteil gehören die Wohnplätze Angertsseifen, Flachsberg, In der Dell, Kockelberg, Roder, Steinkaul, Suckt und Vennhof.

## Geschichte
Auf der Flur Alburg fand man Reste eines römischen Gebäudes mit Badeanlage.
Binscheid gehörte bis 1794 zur Herrschaft Dasburg, welche Teil des Herzogtums Luxemburg war. Im Jahr 1816 kam Binscheid zum neu gebildeten Kreis Prüm im preußischen Regierungsbezirk Trier und gehörte zur Bürgermeisterei Eschfeld.
Im Jahr 1971 wurde die ehemals selbständige Gemeinde Binscheid zu Üttfeld eingemeindet. Zu Binscheid gehören die Wohnplätze Angertsseifen, Flachsberg, In der Dell, Kockelberg, Roder, Steinkaul, Suckt und Vennhof.

## Kultur und Sehenswürdigkeiten

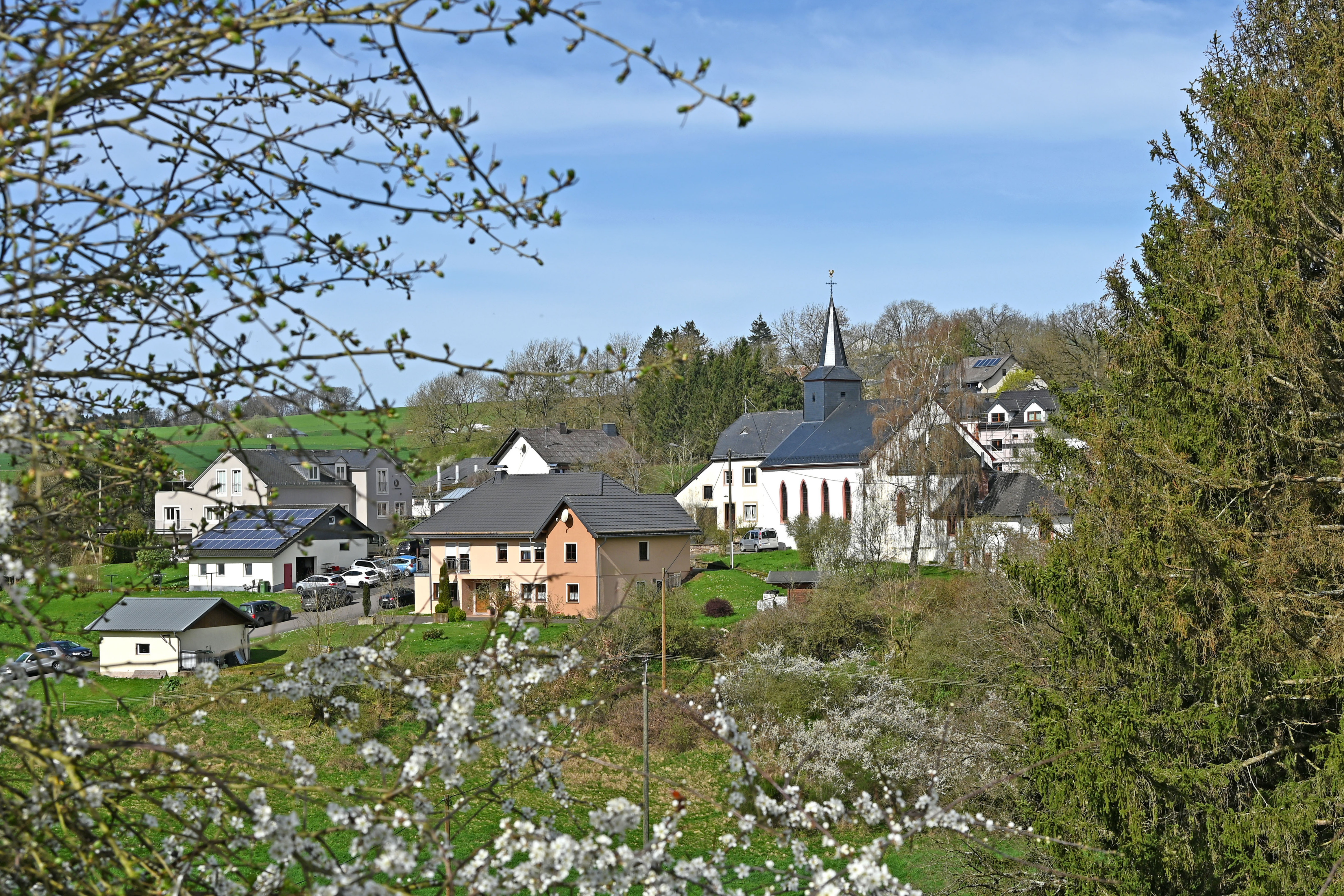
Binscheid von Südosten
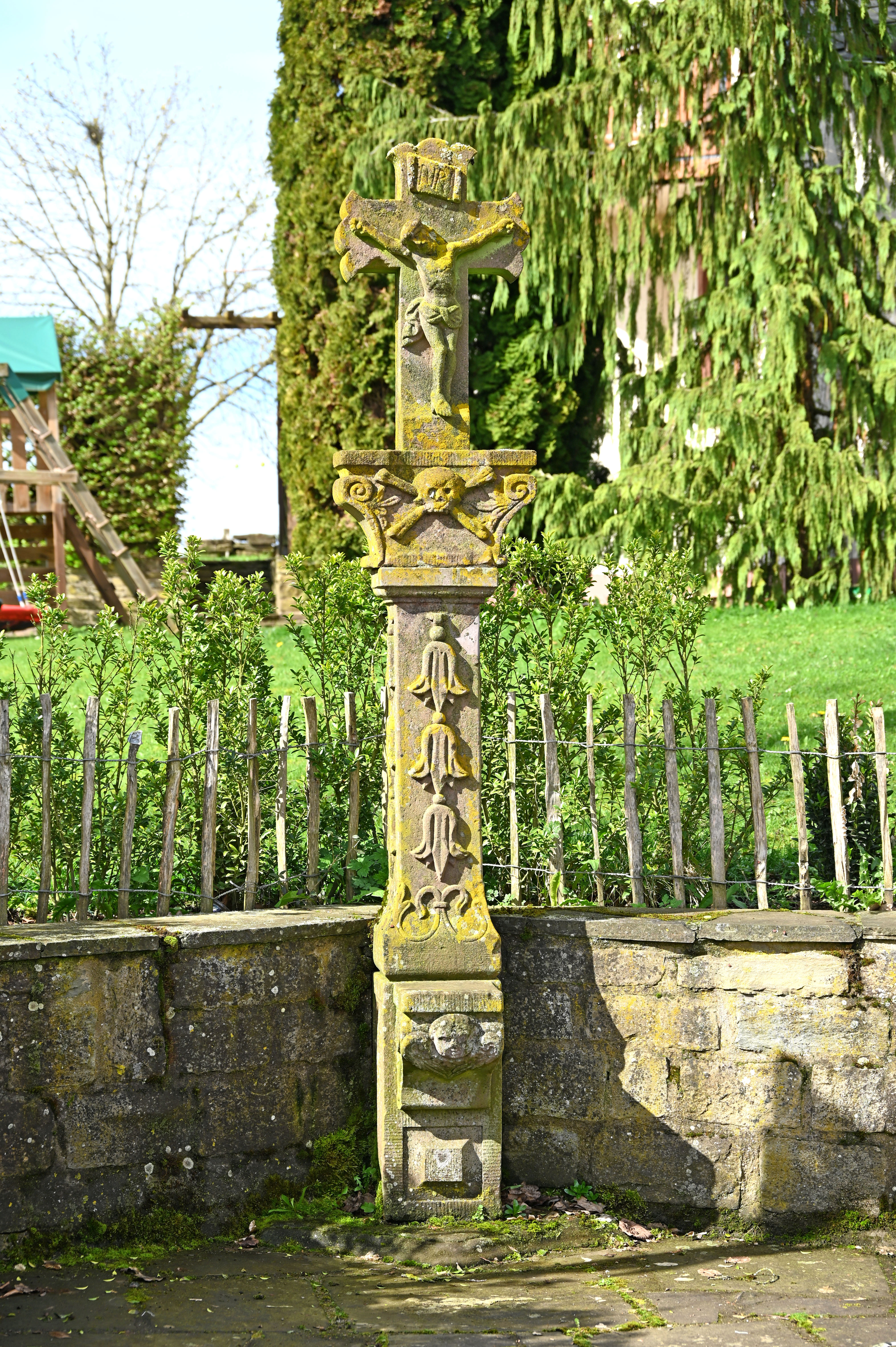
Wegekreuz
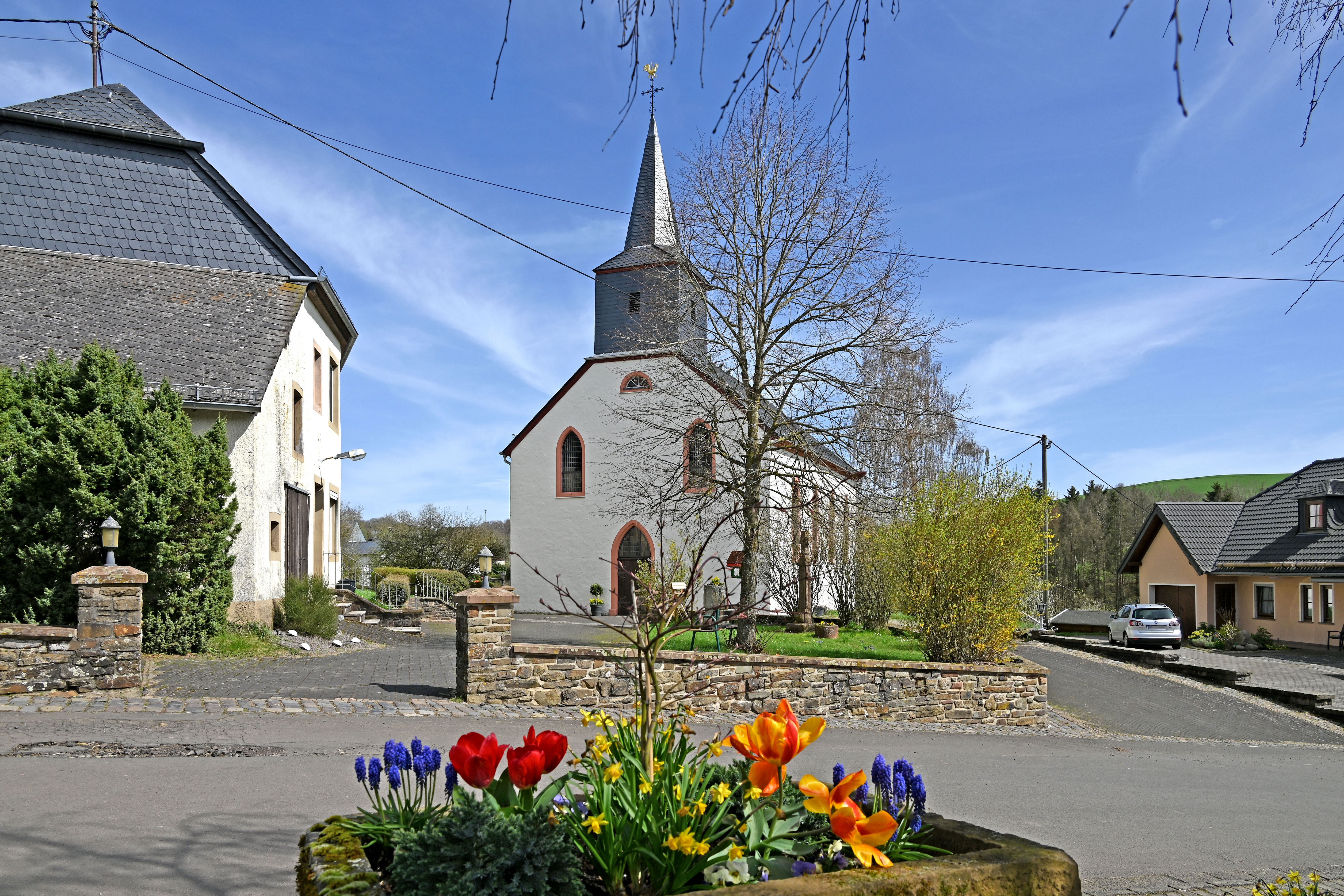
St. Nikolaus
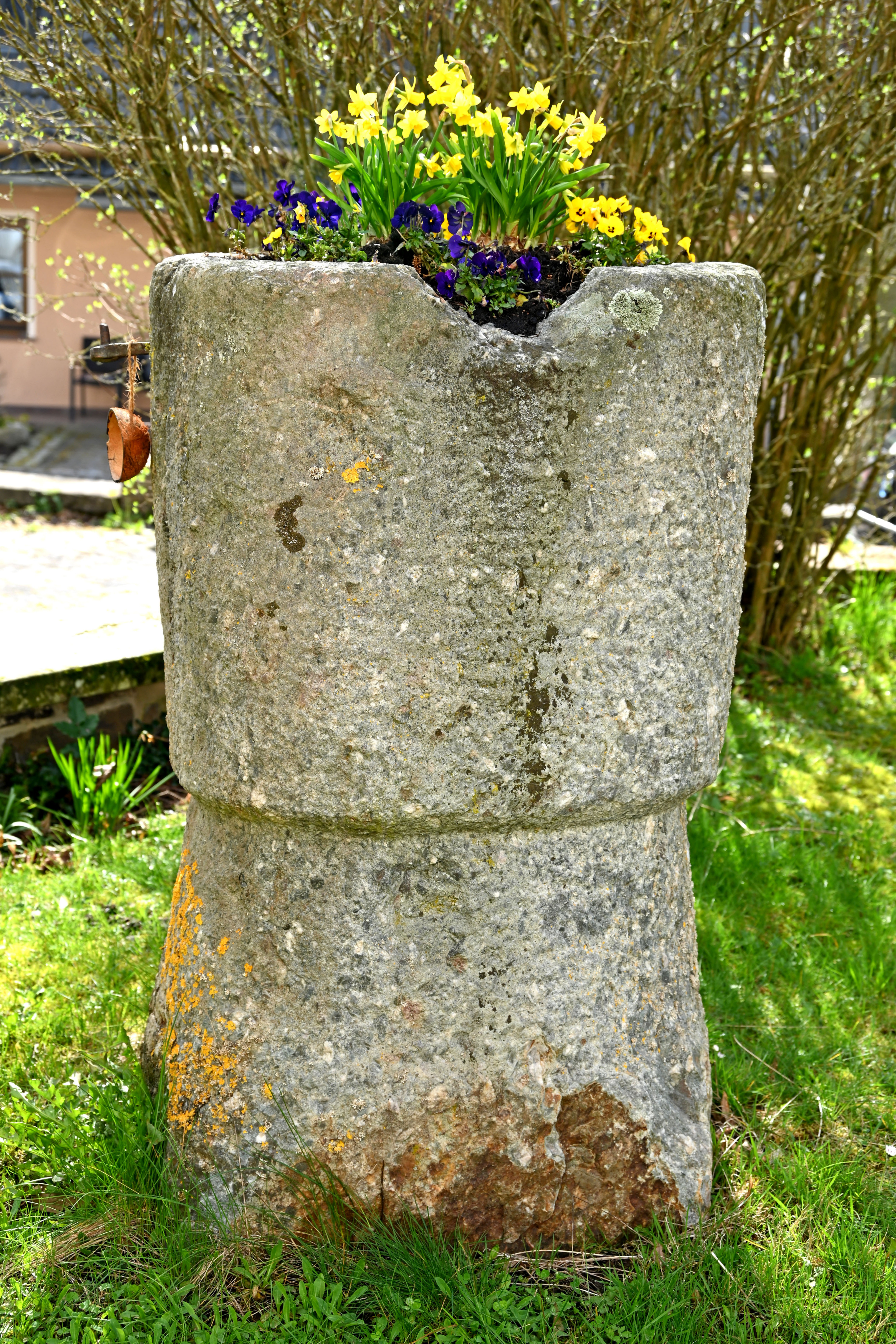
Taufstein
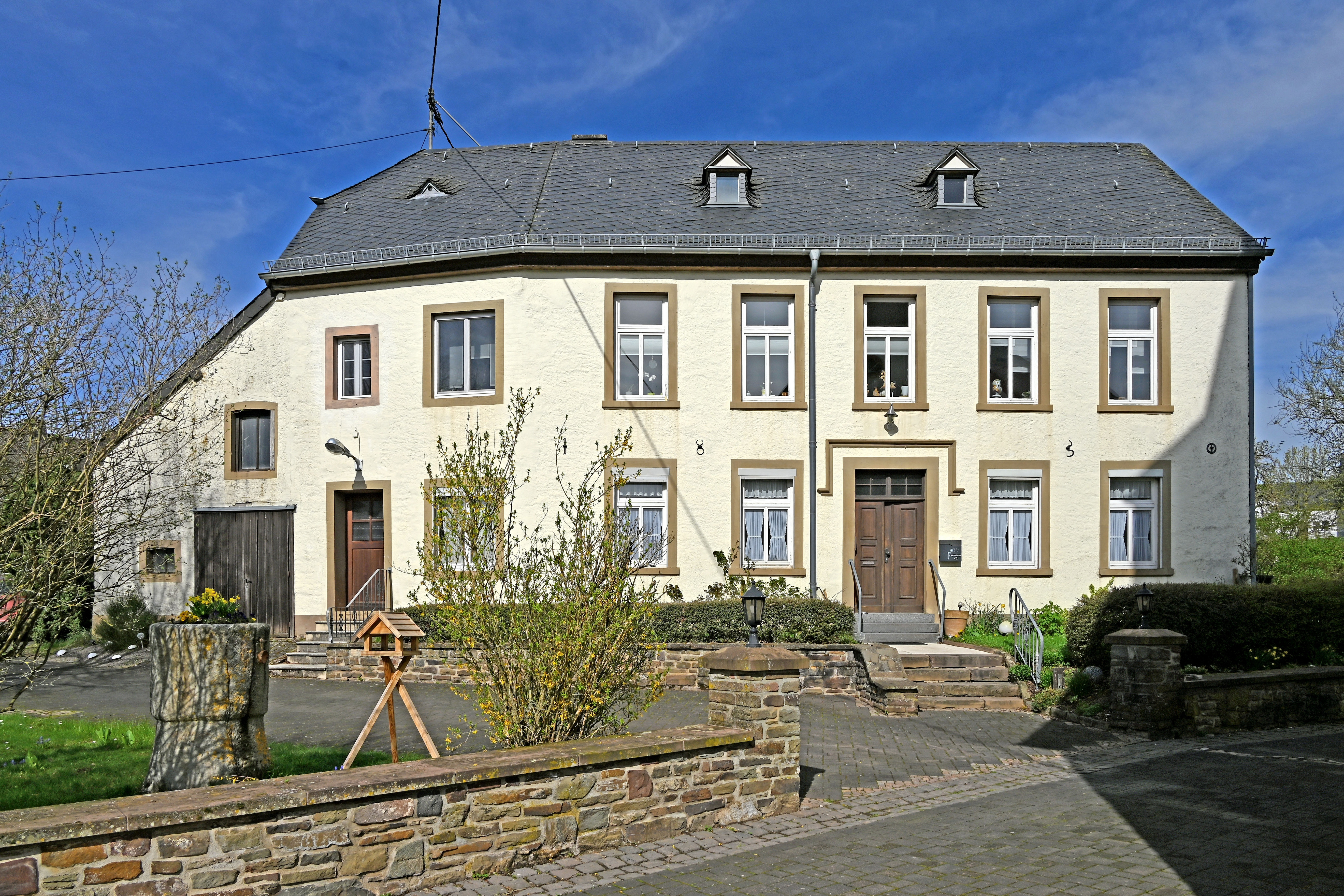
Pfarrhaus mit Kirchplatz
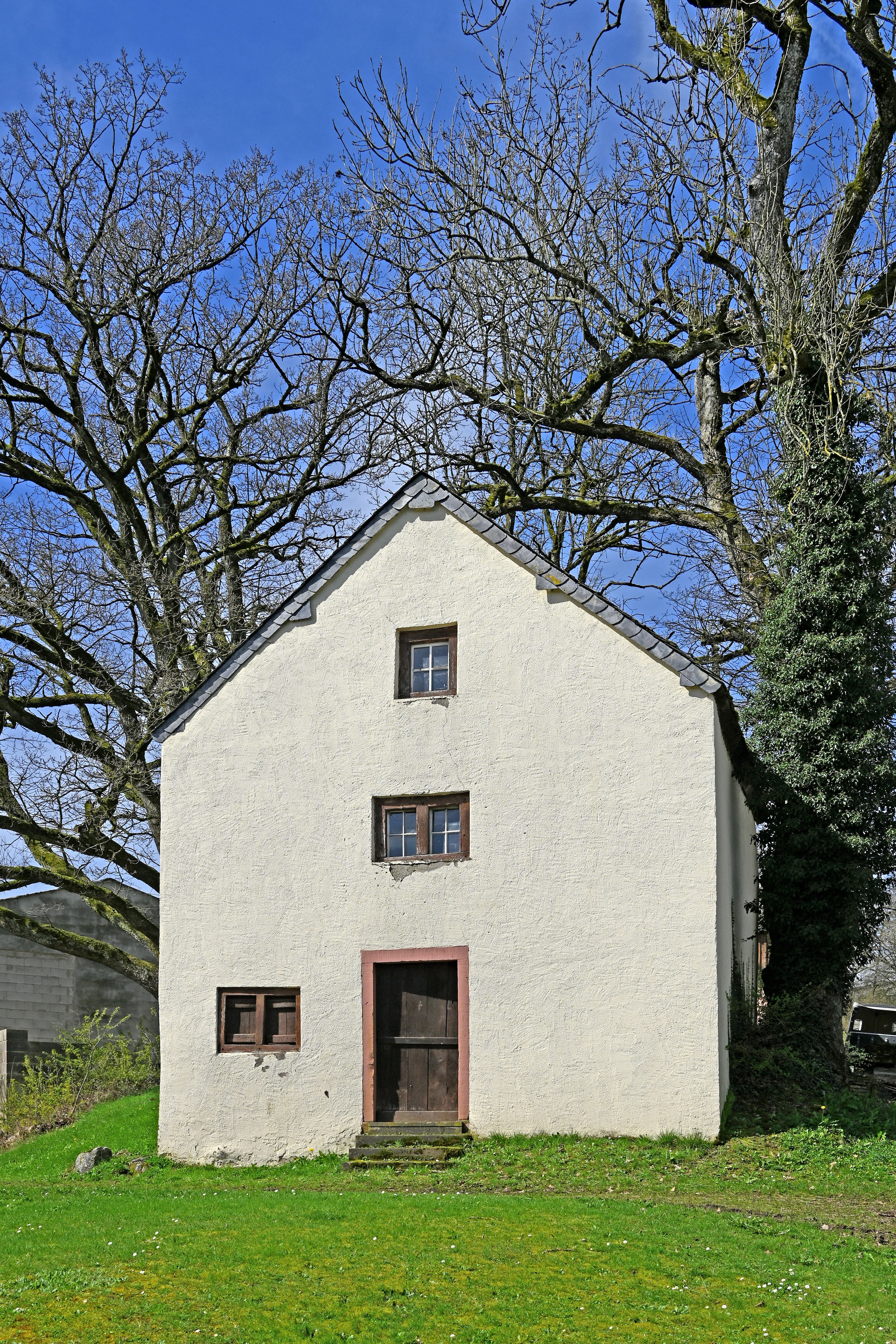
Backhaus

Siehe auch: Liste der Kulturdenkmäler in Üttfeld

### Pfarrkirche St. Nikolaus
Sehenswert ist in Binscheid vor allem die katholische Pfarrkirche St. Nikolaus. Diese wurde 1877/78 errichtet. Es handelt sich um einen nachbarocken Saalbau mit Giebeldachreiter und einigen neugotischen Motiven. Die Kirche wurde durch den Architekten Thüll aus Daleiden entworfen.

### Ehemalige Schmiede mit Backhaus
In der Mitte des 18. Jahrhunderts errichtete man in Binscheid ein Gebäude, das als Schmiede sowie als Backhaus genutzt werden konnte. Von außen betrachtet, handelt es sich um einen schlichten Bau. Deutlich erkennbar ist die Rundung des Backofens in der Giebelwand. Diese mündet in einem Pultdach.

### Romanischer Taufstein
In Verbindung mit der Pfarrkirche St. Nikolaus steht auch ein grob gearbeiteter romanischer Taufstein aus Arkose auf dem Kirchvorplatz. Der Sage nach hat der heilige Willibroard darin die ersten Christen der Region getauft.

### Wegekreuze
Auf dem Gemeindegebiet befinden sich insgesamt sechs Wegekreuze unterschiedlicher Formen. Nennenswert ist vor allem ein Kreuzigungsbildstock innerhalb der Ortschaft. Es handelt sich um ein spätbarockes Kreuz aus dem Jahre 1757. Der Bildstock besteht aus einem quadratischen Sockel, einem mit Glockenblumen verzierten Schaft sowie einem Basisstein mit Totenschädel und Kruzifix.